# Daniel Dorian
Pour les articles homonymes, voir Dorian.
Daniel Dorian, né le 2 juin 1855 à Saint-Étienne dans le quartier Valbenoîte (Loire) et mort le 1er avril 1903 à Montrond-les-Bains (Loire), est un homme politique français.

## Biographie
Charles Dorian est le fils de Pierre-Frédéric Dorian (1814-1873), homme politique et de Frédérique-Caroline Holtzer (1828-1890) ainsi que le petit-fils de Jacob Holtzer (1802-1862), maître de forges. Il est le frère cadet de Charles Dorian (1852-1902), homme politique.
Il exerçait le métier d'ingénieur civil et fut propriétaire du château de Meylieu à côté de Montrond-les-Bains.
Charles Dorian succéda à son frère au poste de député de la Loire de 1902 à 1903, il était inscrit à l'Union démocratique.
Il meurt au bout de huit mois de mandat, 1er avril 1903, d'une attaque d'apoplexie en son château de Meylieu. Au moment de son décès, il était maire de Saint-André-le-Puy.
Ses obsèques eurent lieu le 4 avril 1903 au cimetière du Père-Lachaise.

## Décoration

### Décoration française
- Officier d'Académie

### Référence
1. ↑  « Dorian », sur noms.rues.st.etienne.free.fr (consulté le 4 décembre 2017)

### Source
- « Daniel Dorian », dans le Dictionnaire des parlementaires français (1889-1940), sous la direction de Jean Jolly, PUF, 1960 [détail de l’édition]